# Birr (Offaly)
Birr ([bʌːr], Biorra en irlandès) és una població d'Irlanda, situada al comtat d'Offaly, a la província de Leinster. Antigament s'anomenava Parsonstown a causa dels Parsons que hi posseïen el comtat de Rosse, i va tenir oficialment aquest nom entre 1891 i 1901.

## Personatges il·lustres
- Aidan Quinn, actor, hi passà part de la seva infantesa.
- George Johnstone Stoney, científic